# Axioché
Axioché (řecky: Άξιόχη) byla v řecké mytologii matkou Chrýsippa, nemanželského syna Pelopa. 

## Etymologie
Jméno Ἀξιοχή má pravděpodobně původ ve starořečtině nebo proto-indo-evropštině a lze jej rozdělit na dvě složky: 
Kořen ἄξιος (axios), což může znamenat "zasluhující si", "hodný (něčeho)","hodnotný", "důstojný", "odpovídající (hodnotou)". Může mít původ v proto-indo-evropském kořeni ag̑- ("vést", "řídit", "hnát", "agitovat") nebo *h₂eǵ- (s podobným významem), který se objevuje také ve slově ἀγός ("vůdce"). Připadá v úvahu i spojitost se slovem ἄξων (axōn), což znamená "osa", "proud", "dráha", "směr činu" z proto-indo-evropského *h₂eḱs- ("osa", "rameno"). V mykénštině má stejné slovo podobu 𐀀𐀒𐀰𐀚 (a-ko-so-ne /áksones/) znamenající "hrot(y)" nebo "rameno(a)". Významově by tedy jméno mohlo naznačovat uvedení něčeho do souladu, rovnováhy nebo náležité hodnoty. 
Druhá část -χή (-ché) se objevuje v některých starořeckých ženských jménech (např. Andromaché) a může být zakončením bez samostatného významu. 

## Mytologie
Jediným známým primárním pramenem o ní jsou scholia k Eurípidově Orestovi. Ty se o ní zmiňují v jediné větě:
Originál: "Πέλοπος δὲ καὶ Ἱπποδαμείας Ἀτρεὺς, Θυέστης, Δίας... καὶ ἔκ τινος Ἀξιόχης νόθος Χρύσιππος."
Překlad: "Z Pelopa a Hippodameie vzešli Átreus, Thyestés, Días (následuje výčet potomků, pozn. překl.)... a zrozený z jisté Axioché nemanželský Chrýsippos."
V Plútarchových Životopisech je uvedena jako matka Chrýsippa nymfa Danaïs. Chrýsippa zavraždili ze žárlivosti nebo pocitu ohrožení vlastního dědictví Átreus a Thyestés (v některých verzích jejich matka Hippodameia).